# Something Like Human
Something Like Human is het tweede album van de Amerikaanse rockband Fuel, en werd uitgebracht in 2000. Het behaalde de 17e positie op de Amerikaanse Billboard Top 200, en bevatte de hitsingle "Hemorrhage (In My Hands)".

## Tracklist
Alle nummers op het album zijn geschreven door Carl Bell, behalve waar aangegeven.
1. "Last Time" – 3:42
2. "Hemorrhage (In My Hands)" – 3:56
3. "Empty Spaces" – 3:25
4. "Scar" – 3:16
5. "Bad Day" – 3:15
6. "Prove" – 2:54
7. "Easy" – 4:26
8. "Down" (Bell, Scallions) – 3:32
9. "Solace" – 2:57
10. "Knives" (Bell, Scallions) – 3:18
11. "Innocent" – 3:40
12. "Slow" – 4:23

### Reissue-versie
- 13. "Hemorrhage (In My Hands)" (acoustic) - 3:52
- 14. "Daniel" (Elton John, Bernie Taupin)- 4:29
- 15. "Going to California" (Jimmy Page, Robert Plant) - 3:52